# Västmanlands trängkår
Västmanlands trängkår (T 5) var ett trängförband inom svenska armén som verkade i olika former åren 1902–1927. Förbandsledningen var förlagd i Sala garnison i Sala.

## Historia

### Bildandet
Trängkåren sattes upp den 1 oktober 1902 i Stockholm som Andra Svea trängkår. Dock så hade den första värnpliktsutbildningen redan påbörjats den 9 maj 1902. Kåren var till en början samlokaliserad med Första Svea trängkår i Marieberg, Stockholm.
Då produktionen i Sala silvergruva minskades och till sist upphörde 1908, sökte staden efter ny verksamhet som kunde ge sysselsättning. Detta ledde till att Andra Svea trängkår omlokaliserades till Västmanland och fick den 8 december 1904 det nya namnet Västmanlands trängkår. Då de nya kasernerna inte stod färdiga, förlades kåren till en början till den gamla mötesplatsen i Salbohed. Den 28 mars 1906 flyttade kåren in i sina nyuppförda kaserner på Josefsdalssvägen i Sala.

### Rang- och ordningsnummer
Den rangordning som hade fastställts i 1634 års regeringsform började halta och skapa luckor efter freden i Fredrikshamn den 17 september 1809, då Finland tillföll Ryssland och de svenska regementen i Finland upplöstes. Därmed fanns det ett behov med att skapa ett nytt system. Under kronprins Karl Johans tid infördes 1816 ett nytt numreringssystem, där de svenska regementena genom en generalorder den 26 mars 1816 tillfördes ett officiellt ordningsnummer. Till grund för numreringen låg inte bara ett regementes status, utan också de svenska landskapens inbördes ordning, samt att Svealand, Götaland och Norrland skulle varvas. De lägsta ordningsnumren tilldelades "liv- och hus- trupperna". Dessa nummer hade dock ingenting med rangordningen att göra, vilket bland annat framgår av gamla förteckningar där infanteri- och kavalleriförband är blandade just med hänsyn till rang och värdighet. När Västmanlands trängkår bildades 1902 tilldelades kåren ordningsnumret № 5.
I samband med 1914 års härordning justerades 1914 samtliga ordningsnummer inom armén. För till exempel Västmanlands trängkår innebar det att regementet blev tilldelad beteckningen T 5. Justeringen av beteckningen gjordes för att särskilja regementen och kårer mellan truppslagen. Det med bakgrund till att namn och nummer som till exempel № 3 Livregementets grenadjärkår och № 3 Livregementets husarkår kunde förefalla egendomliga för den som inte kände till att förbanden ifråga tillhörde skilda truppslag.

### 1925 års försvarsbeslut
Genom försvarsbeslutet 1925 beslutades att kåren skulle uppgå i Göta trängkår (T 2). Beslutet ändrades senare till att kåren avvecklades den 31 december 1927. Den kvarvarande verksamheten övergick den 1 januari 1928 till en avvecklingsorganisation, vilken i sin tur avvecklades den 31 mars 1928.

## Förläggningar och övningsplatser
Kasernerna som kåren var förlagda i Sala, uppfördes efter "1901 års härordnings byggnadsprogram efter Arméförvaltningens typritningar för trängetablissement". Marken som kasernområdet uppfördes på låg tidigare under Väsby kungsgård, där Gustav Vasa bodde under sina besök till silvergruvan. Kårchefen hade sin bostad i Väsby. Väsby kungsgård utgjorde bostad till underofficerarna vid kåren. Efter att kåren avvecklades den 31 december 1927 stod det tomt fram till den 1 oktober 1930, då ett sjukhus förlades till området. Sjukhuset som fick namnet Salberga sjukhus var ett mentalsjukhus och senare ett så kallat specialsjukhus. På trängkasernens baksida uppfördes två tvärställda trevåningsflyglar på vardera sida om kasernen. Framför kasernen, där trängkåren haft uppställningsplats samt skjutbana, anlades en park samt en idrottsplats. År 1974 revs den tidigare underofficersmässen. Fast nya byggnader uppfördes genom åren kom området att präglas av trängkasernen. Dock kom den att rivas åren 1983–1984, vilket följdes upp 1987 med att kanslihuset samt sjukhuskasernen revs. Det gamla stallet monterades ned och flyttades till en gård utanför staden. År 1997 upphörde sjuk- och omsorgsvården vid sjukhuset. År 2005 inleddes en ombyggnad av området, vilket stod klart 2007 till det som blev Anstalten Salberga. Vad som sedan 2007 finns kvar av den gamla trängkåren är bland annat en matsal, exercishus, ridshus, tygverkstad, sjukstallet. Även det lilla riksvapnet som prydde kasernens tympanon finns bevarat på Väsby kungsgård, dock är det söderslaget. Kasernen som uppfördes i Sala var dock en kopia av den som uppfördes på Västra Mark i Örebro, vilken fortfarande finns kvar.

## Heraldik och traditioner
Två minnesstenar finns i Sala över trängkåren. En minnessten är rest i den parken som gränsar till det hembygdsmuseum vid Väsby kungsgård. Den andra minnesstenen är rest på Sala kyrkogård där trängkåren hade sin gravplats.

## Förbandschefer
- 1906–1916: Gustaf Harald Svanström
- 1917–1918: Oscar Sigfrid Lindström
- 1919–1927: Carl Hjalmar Emanuel Tannlund

## Namn, beteckning och förläggningsort
| Kungl Andra Svea trängkår   | 1902-10-01 | – | 1904-12-03 |
| Kungl Västmanlands trängkår | 1904-12-04 | – | 1927-12-31 |
| Avvecklingsorganisation     | 1928-01-01 | – | 1928-03-31 |

| № 5 | 1902-10-01 | – | 1914-09-30 |
| T 5 | 1914-10-01 | – | 1927-12-31 |

| Stockholms garnison (F) | 1902-10-01 | – | 1904-12-07 |
| Salbohed (F)            | 1904-12-08 | – | 1906-03-27 |
| Sala garnison (F)       | 1906-03-28 | – | 1928-03-31 |

## Galleri

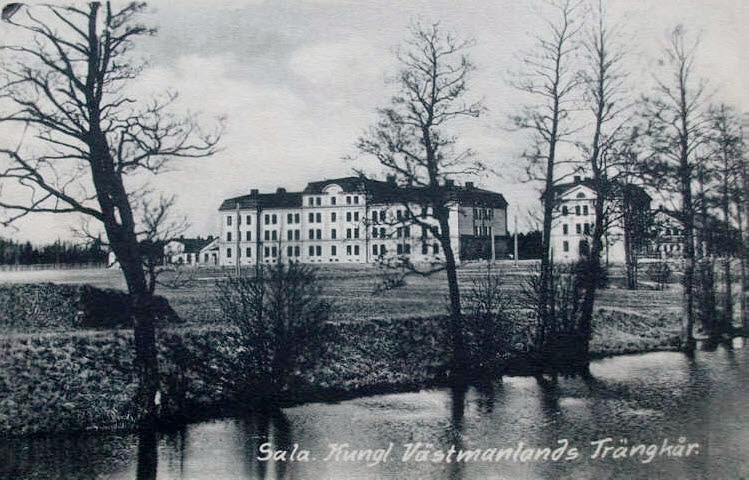
Västmanlands trängkår i Sala.
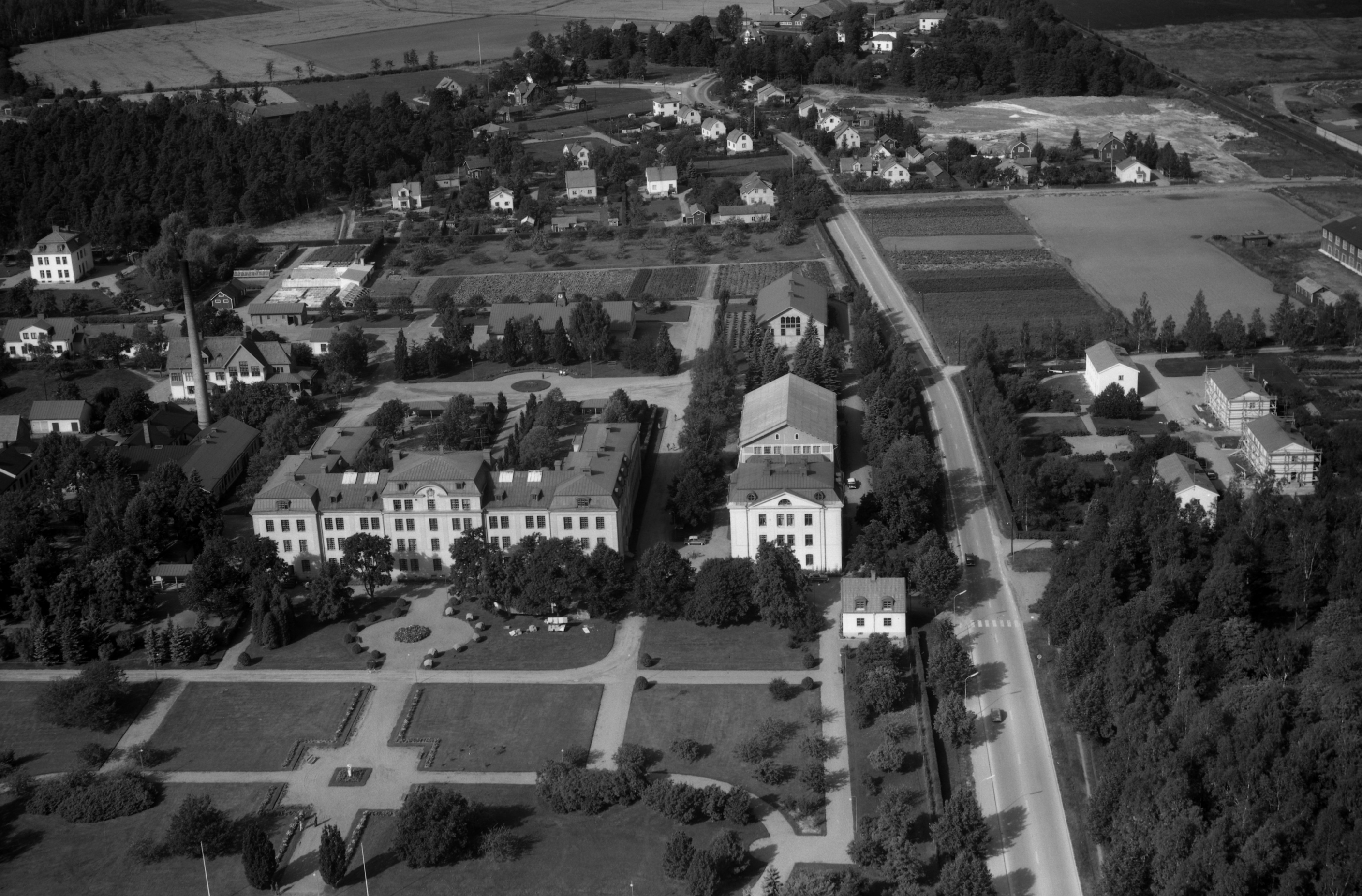
Västmanlands trängkår i Sala.
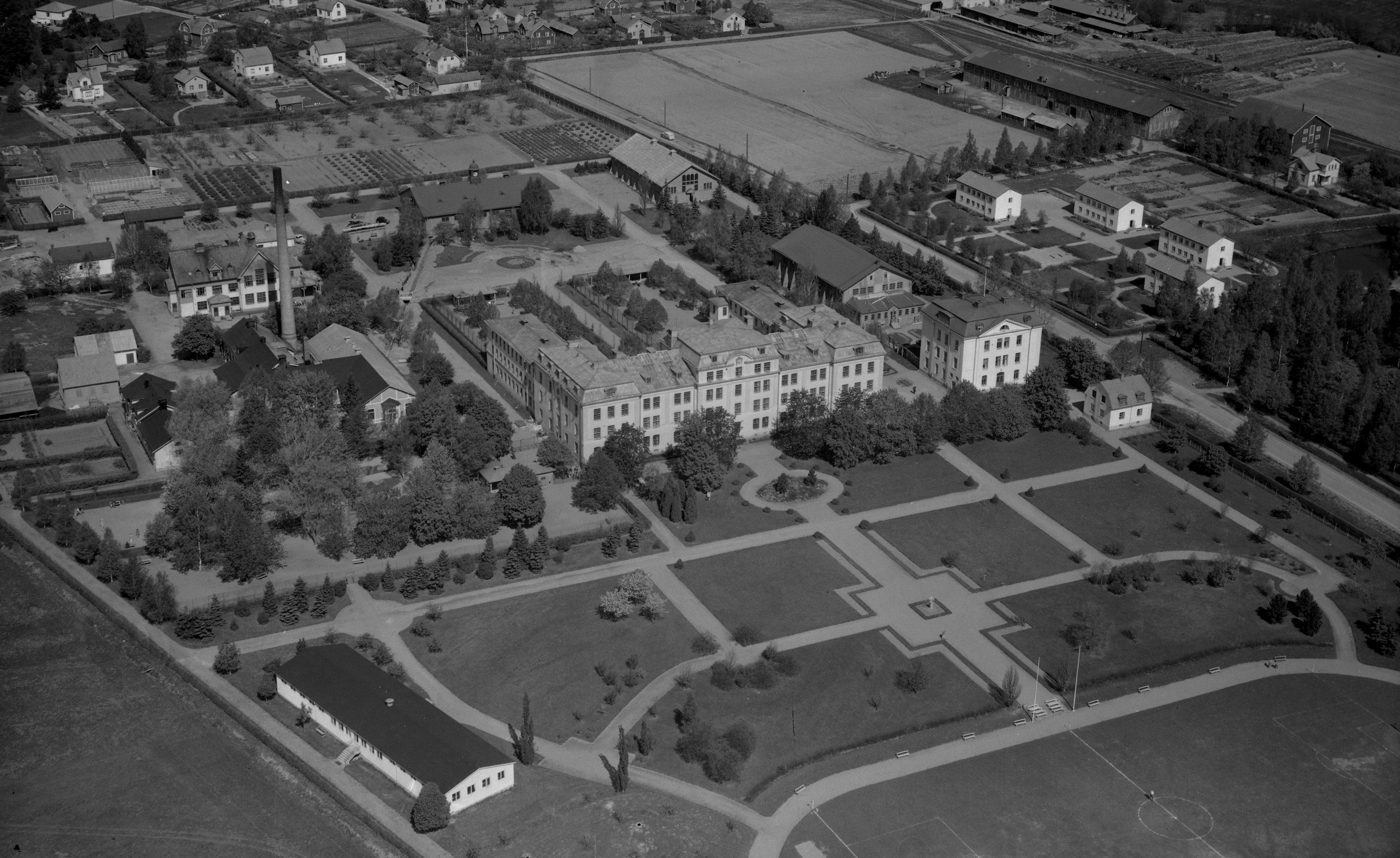
Västmanlands trängkår i Sala.
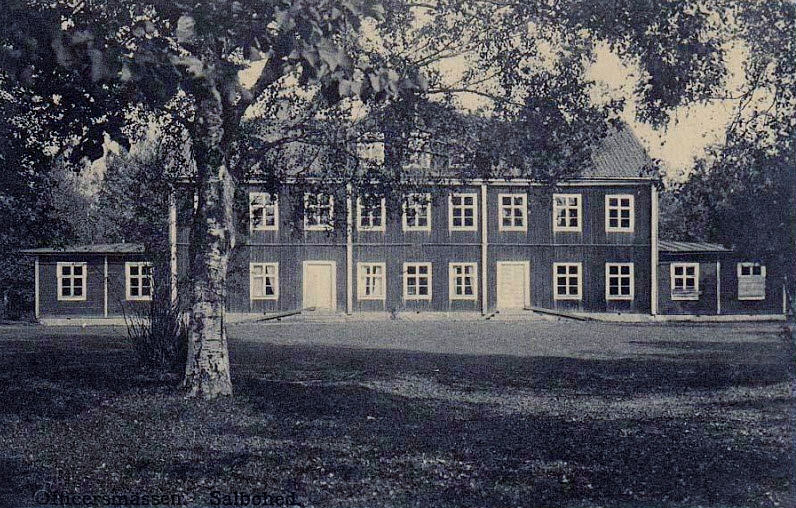
Officersmässen vid Västmanlands trängkår.
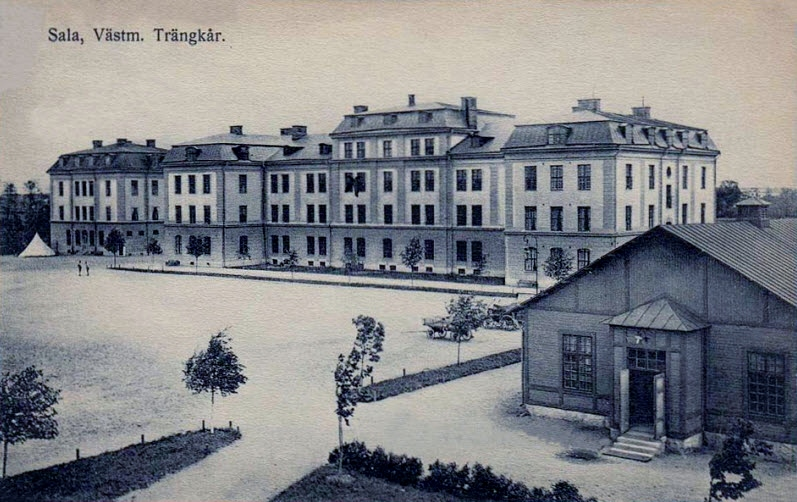
Trängkasernen vid Västmanlands trängkår.
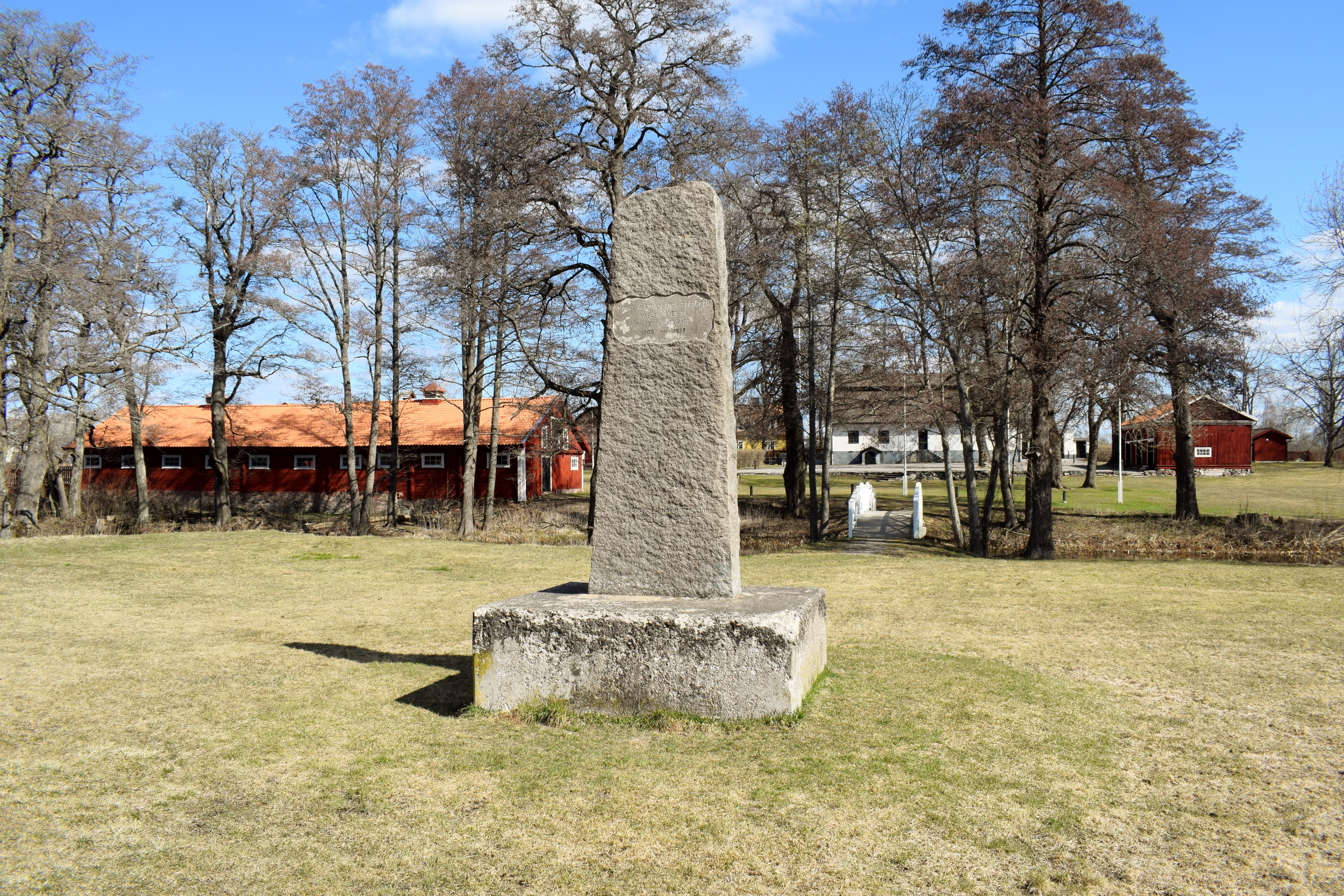
Västmanlands trängkårs minnessten rest vid Väsby kungsgård.
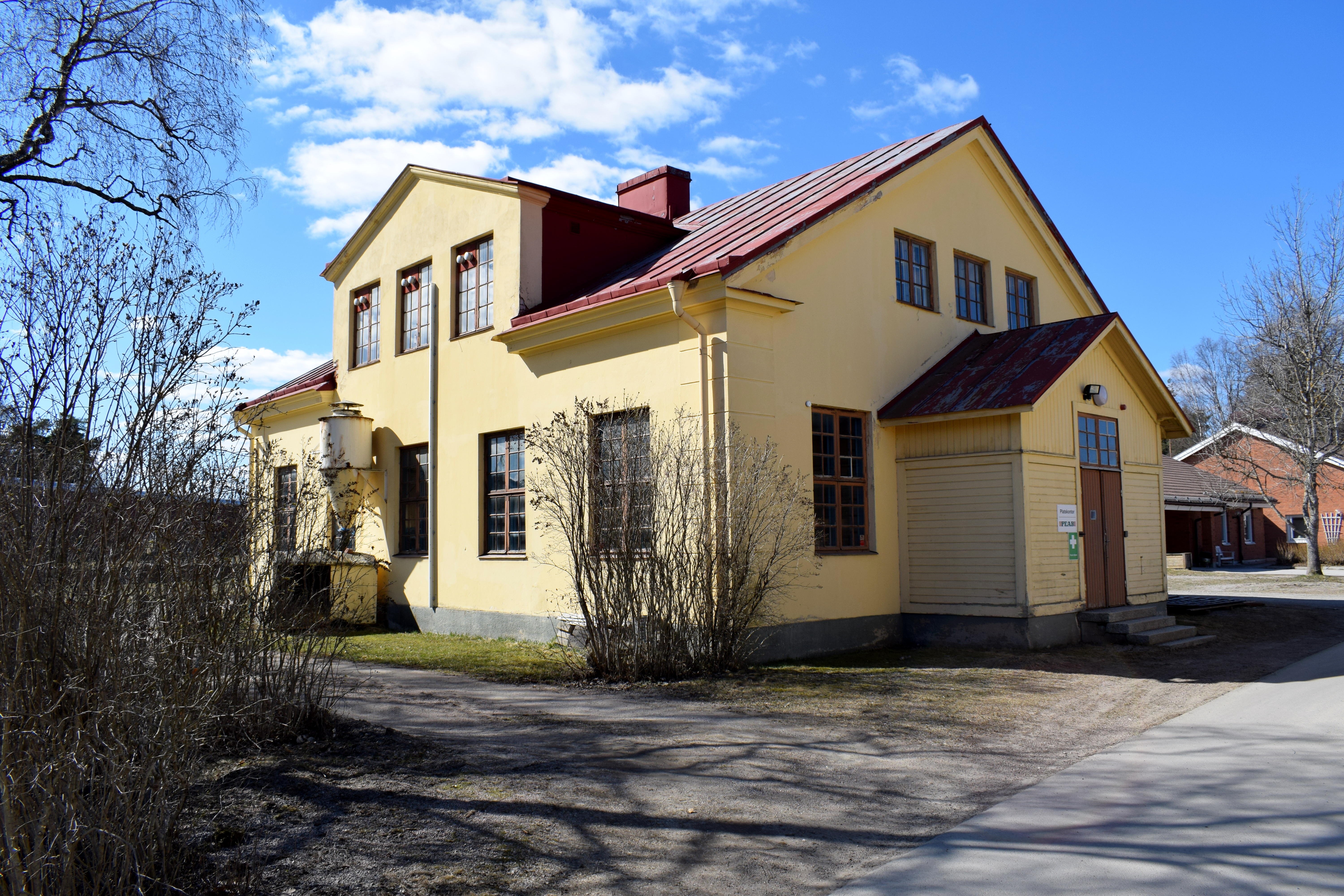
Tygverkstaden vid Västmanlands trängkår.
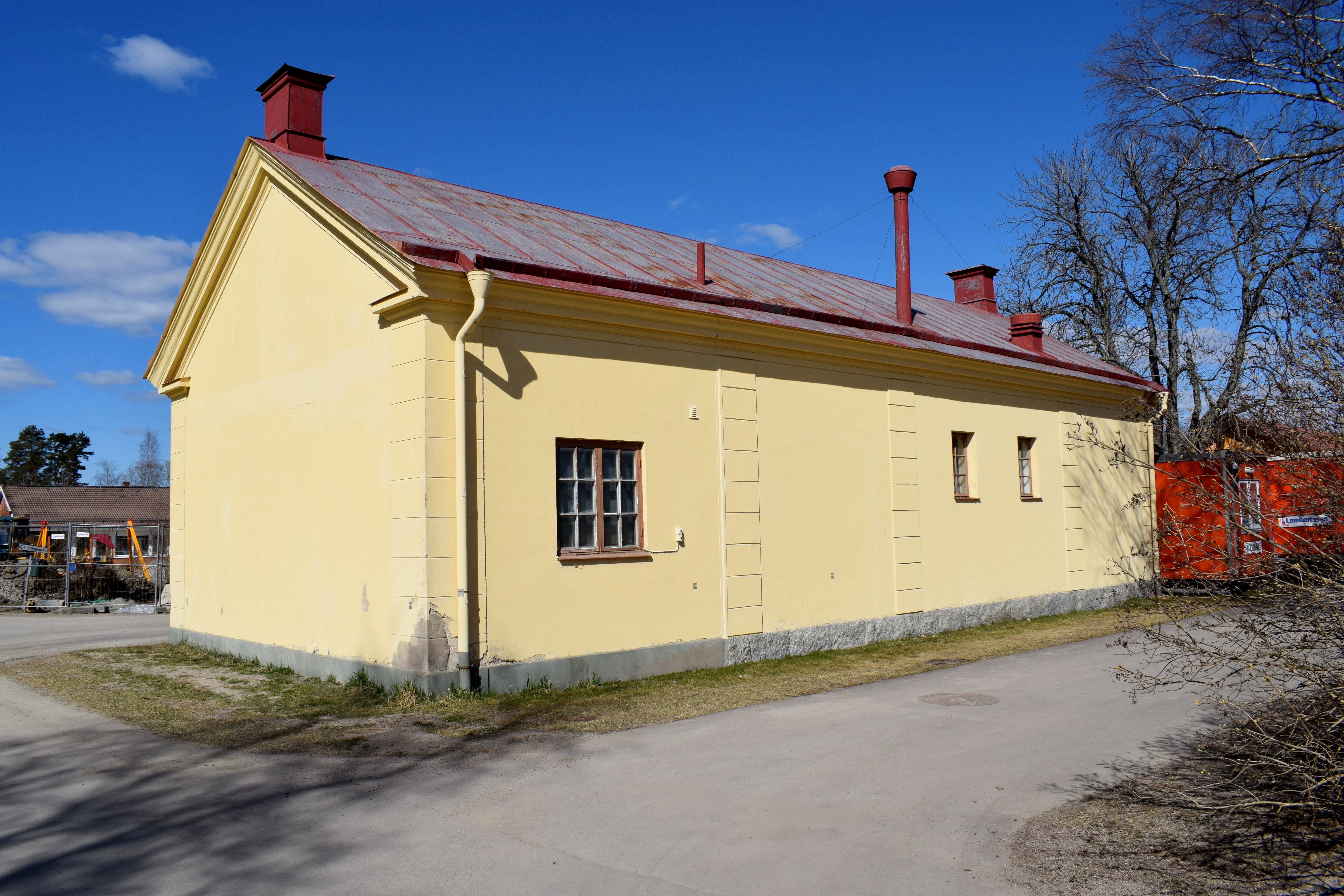
Sjukstallet vid Västmanlands trängkår.
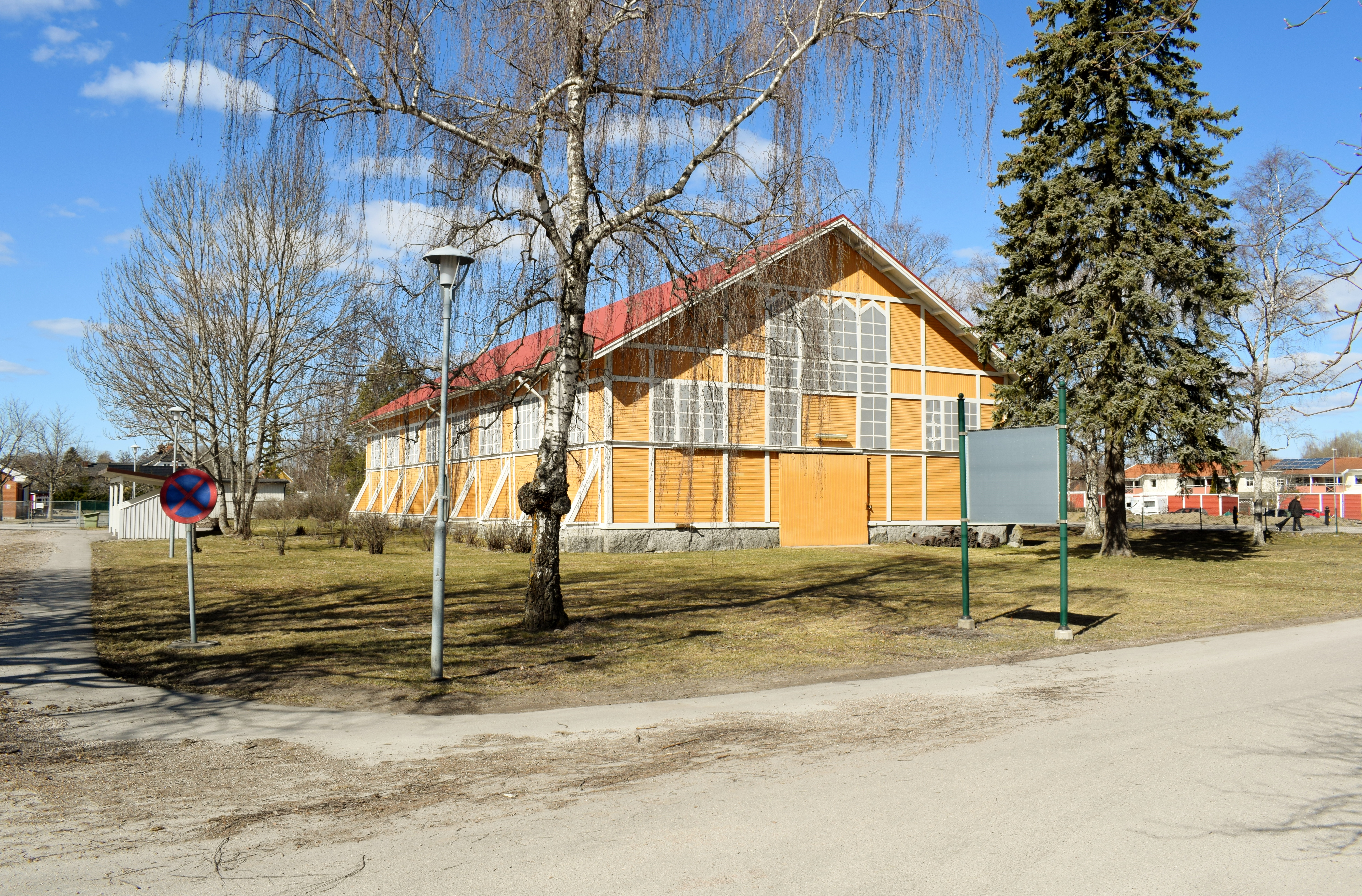
Ridhuset vid Västmanlands trängkår.
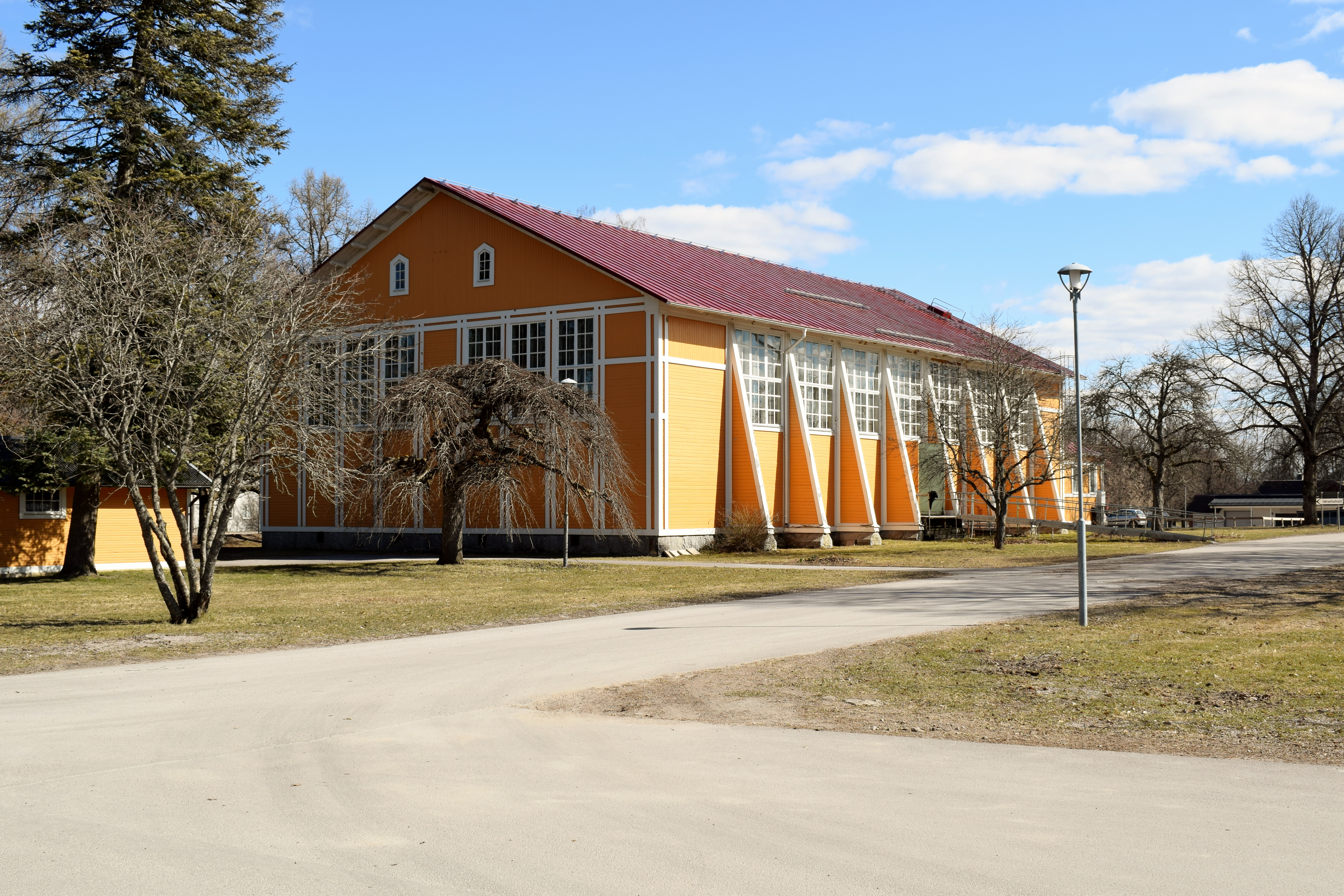
Exercishuset vid Västmanlands trängkår.
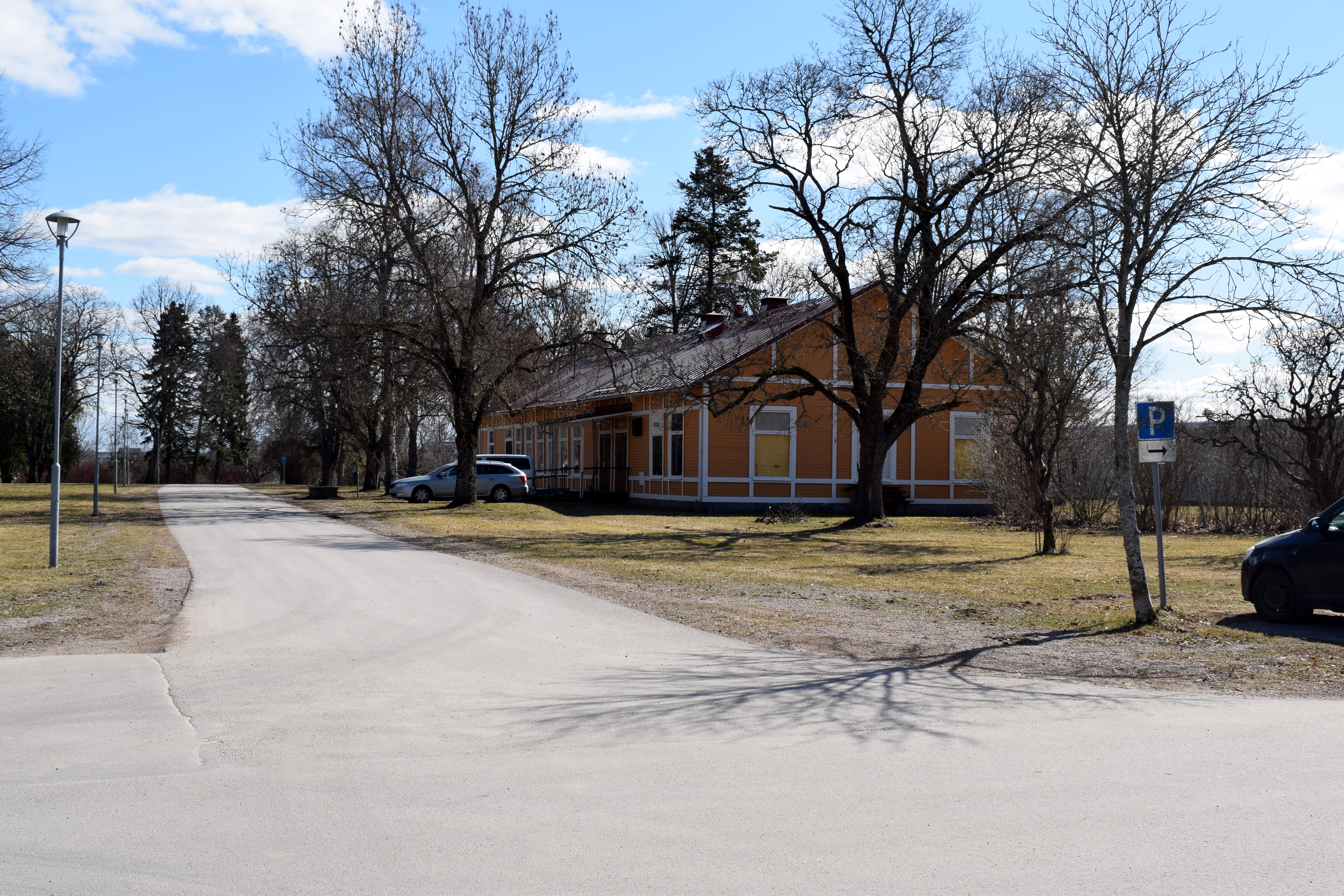
Matsalen vid Västmanlands trängkår.
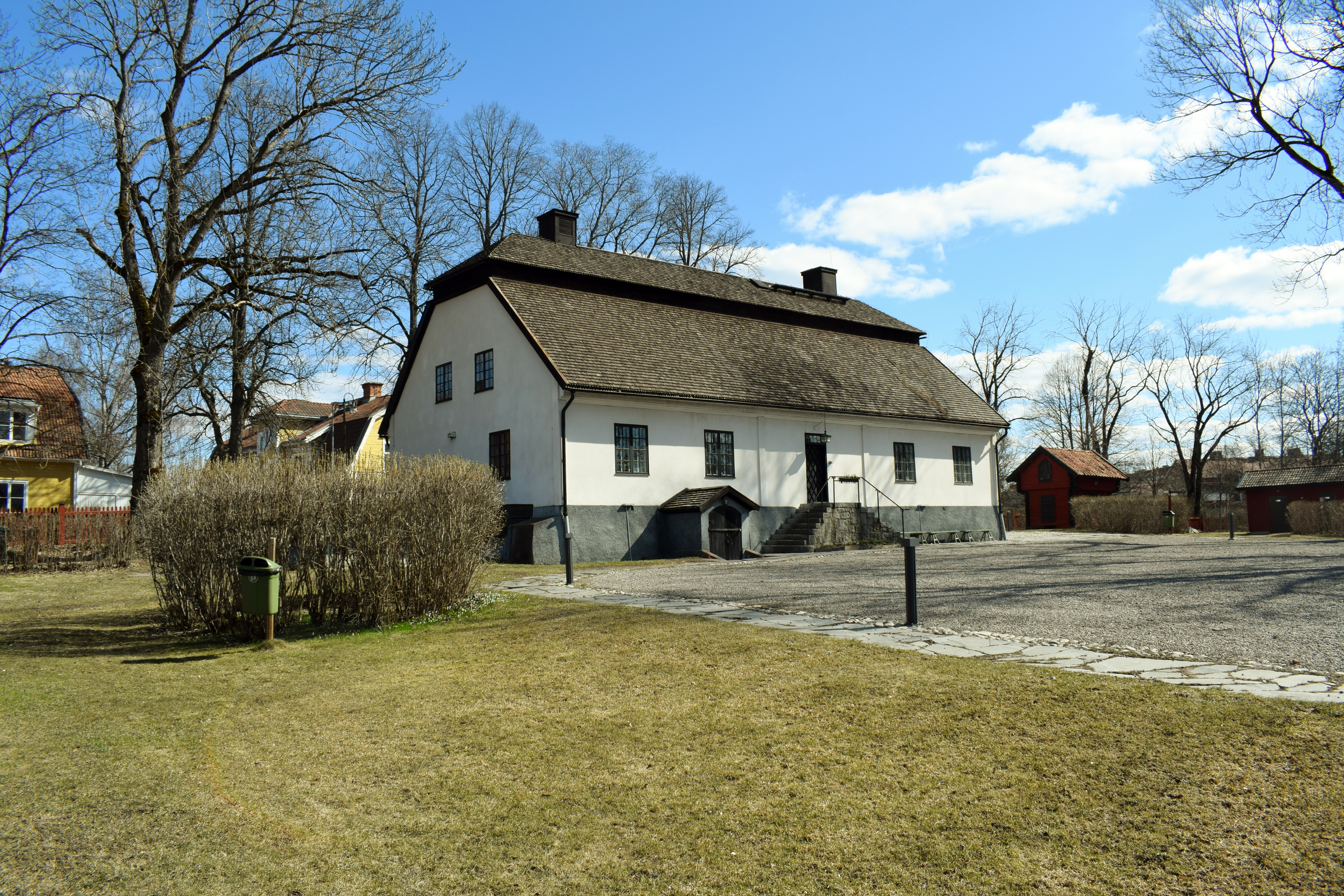
Väsby kungsgård, bostad för underofficerare vid Västmanlands trängkår.